# 在位
| ウィキペディアには「在位」という見出しの百科事典記事はありません（タイトルに「在位」を含むページの一覧/「在位」で始まるページの一覧）。 代わりにウィクショナリーのページ「在位」が役に立つかもしれません。 |